# Alan Guth
Alan Harvey Guth (* 27. únor 1947, New Brunswick, New Jersey) je americký teoretický fyzik a kosmolog. Věnuje se teorii elementárních částic, zejména ve vztahu k vývoji raného vesmíru. Je autorem inflační teorie. V současnosti působí jako profesor fyziky na MIT.

## Životopis
Narodil se v New Brunswicku v New Jersey. 
Po prvním ročníku na MIT se přihlásil na 5letý program, ve kterém mohl získat bakalářský titul a po dvou dalších letech i titul magistr. To se mu podařilo v roce 1969 a doktorát získal v roce 1972. V roce 1971 se oženil se svou školní láskou Susan Tischovou. Mají dvě děti, syna Lawrence (nar. 1977) a dceru Jennifer (nar. 1983).
Guth působil na Princetonu v letech 1971-1974, na Kolumbijské univerzitě v 1974-1977, na univerzitě Cornell 1977-1979 a ve Stanfordském lineárním urychlovači 1979-1980.
Na začátku kariéry se věnoval částicové fyzice a ne kosmologii. Na Princetonu studoval kvarky, elementární částice tvořící protony a neutrony. Na univerzitě v Columbii zkoumal teorii velkého sjednocení (GUT), hlavně změnu skupenství způsobenou spontánním rozpadem symetrie. GUT předpokládá existenci generace magnetických monopólů během spontánního rozpadu symetrie, ale dosud nebyly nikdy pozorovány.

## Inflační teorie
První kroky k vývoji inflační teorie nastaly na univerzitě Cornell v roce 1978, kdy se zúčastnil přednášky Roberta Dick o problému plochosti vesmíru. Osud vesmíru závisí na jeho hustotě. Pokud by byla hustota vesmíru dostatečně velká, tak by zkolaboval do singularity. Ale pokud by hustota hmoty ve vesmíru byla nižší než kritická hustota, tak by se postupně velmi zvětšil.
Další část Guthovy cesty začala, když slyšel přednášku Stevena Weinberga v roce 1979. Weinberg ve dvou přednáškách mluvil o GUT, vyvinuté od roku 1974 a o tom jak by mohla objasnit velké množství hmoty, které v porovnání s antihmotou existuje. GUT vysvětlila všechny známé základní síly kromě gravitace. Je dokázáno, že při velmi vysokých teplotách, blížících se velkému třesku, se elektromagnetismus, silná jaderná interakce a slabá jaderná interakce sjednotí a vytvoří jednu sílu. Byl to právě Weinberg, který prosazoval myšlenku, že vesmír během změny z vysokoenergetických stavu na nízkoenergetický procházel změnami skupenství, podobně jako hmota mění skupenství. Weinbergova diskuse o tom, proč hmota dominuje nad antihmotou, ukázala Guthovi, jak pomocí studia prvních sekund vesmíru získat přesné výpočty týkající se částic.
Guth se rozhodl vyřešit tento problém. V roce 1979 formuloval myšlenku kosmické inflace a v lednu 1980 uspořádal první konferenci na dané téma. Po přechodu na univerzitu v Stanfordu v roce 1981 navrhl myšlenku vesmírné inflace, která říká, že vznikající vesmír prošel fází exponenciální expanze, kterou poháněl negativní tlak vakua. V roce 2006 výsledky mise Wilkinson Microwave Anisotropy Probe přesvědčivě podpořili tuto myšlenku.
Většinu jeho současné práce tvoří zjišťování fluktuací hustoty při různých verzích inflace a jejich konfrontace s pozorováními a zkoumání inflace v membránových modelech. Doposud publikoval 60 studií, které se zabývaly účinky inflace a jejím vlivem na částicovou fyziku.

## Ocenění
Získal mnoho ocenění a medailí včetně Medaile mezinárodního centra teoretické fyziky v Trieste, v roce 1996 získal Eddingtonovu medaili a v roce 2009 Medaili Isaaca Newtona, kterou uděluje Britský fyzikální institut.
V roce 2005 získal cenu za kancelář s největším nepořádkem, udělovanou Boston Globe. Nominovali jej vlastní kolegové, kteří doufali, že hanba ho přinutí k úklidu. Guth je na tuto cenu však hrdý.